# René Scheu
René Scheu (* 1974 in Zürich) ist ein Schweizer Journalist, Publizist, Philosoph, Übersetzer, Gesprächsleiter und Geschäftsführer. Von 2016 bis Juni 2021 leitete er das Feuilleton der Neuen Zürcher Zeitung. Zuvor war er Chefredaktor und Herausgeber des liberalen Magazins Schweizer Monat (vormals Schweizer Monatshefte).

## Leben und Karriere
Scheu studierte nach der Matur (Typus B) in Zürich und Triest Philosophie und Italianistik. Während des Studiums schrieb er für die Neue Zürcher Zeitung und später für den Tages-Anzeiger. Von 2002 bis 2007 arbeitete er als Hintergrund-Redaktor unter Gottlieb F. Höpli beim St. Galler Tagblatt. 2007 wurde er mit einer Arbeit über den postmarxistischen italienischen Philosophen Pier Aldo Rovatti auf Antrag von Helmut Holzhey und Gianni Vattimo an der Universität Zürich promoviert. Im selben Jahr wurde René Scheu zusammen mit Suzann-Viola Renninger Co-Herausgeber der Schweizer Monatshefte. Ende 2010 übernahm er die alleinige Herausgeberschaft und blieb bis Ende 2015 einziger Herausgeber und Chefredaktor. Daneben schrieb er von 2013 bis Ende 2015 Kolumnen für die NZZ am Sonntag. Scheu ist zudem Beirat des Thinktanks Strategiedialog21.
Scheu hat verschiedene Bücher aus den Bereichen Medienpolitik, zeitgenössische Philosophie, Psychoanalyse und philosophische Anthropologie herausgegeben und teils aus dem Italienischen übersetzt. 2009 wurde er für seine politischen Essays mit dem Förderpreis der Stiftung für Abendländische Ethik und Kultur ausgezeichnet.
Von Januar 2016 bis Juni 2021 leitete Scheu das Feuilleton der Neuen Zürcher Zeitung; er folgte auf Martin Meyer, der in den Ruhestand trat.
Seit Juli 2021 ist er Geschäftsführer des privat finanzierten Instituts für Schweizer Wirtschaftspolitik (IWP) an der Universität Luzern, das er gemeinsam mit dem Ökonomen Christoph Schaltegger leitet. Die Finanzierung des Instituts durch die von Unternehmern wie Alfred Schindler und Michael Pieper getragene Stiftung Schweizer Wirtschaftspolitik wurde vereinzelt kritisiert. Seine Forschungsresultate fanden weite Beachtung und gaben Anlass zu vielen Diskussionen. 2023 wurde das IWP für seinen «faktenbasierten Beitrag zur wirtschaftspolitischen Diskussion in der Schweiz» mit dem Liberal Award der Jungfreisinnigen des Kantons Zürich und 2025 im Kursaal in Bern mit dem Bonny-Peis der Freiheit ausgezeichnet.
Zudem ist Scheu Fellow des in Zürich domizilierten, privat finanzierten Center for Research in Economics, Management and the Arts (CREMA). Er schreibt seit 2022 Kolumnen für den Blick, führt längere Interviews mit Protagonisten des Zeitgeschehens und tauscht sich in einem Chat in der NZZ am Sonntag mit Gerhard Schwarz aus. Seit 2024 ist er regelmässiger Gastautor für CH Media.
Bekanntheit erlangt hat Scheu insbesondere durch seine Interviews, die er mit Intellektuellen und Protagonisten des Zeitgeschehens führt, u. a. mit Peter Handke, Sahra Wagenknecht, Mario Vargas Llosa, Condoleezza Rice, Niall Ferguson, Ayaan Hirsi Ali, Peter Sloterdijk, Daniel Kehlmann und Markus Gabriel. Die besten Gespräche sind unter den Titeln «Gespräch und Gegenwart» und «Gespräch und Gestalt» in Buchform erschienen. Der Stanford-Professor Hans Ulrich Gumbrecht nennt Scheu in seiner Einleitung zum ersten Interview-Band einen «Meister des Interviews».
Ende 2015 lieferten sich der Schriftsteller Lukas Bärfuss und Scheu einen Schlagabtausch. Bärfuss übte in seinem Essay «Die Schweiz ist des Wahnsinns», erschienen in der FAZ, Fundamentalkritik am kulturellen Zustand der Schweiz und ihrer Medienlandschaft. Dabei griff er auch Scheu an. In einem offenen Brief, der in der NZZ abgedruckt wurde, warf Scheu daraufhin dem Autor übertriebenen Moralismus und Kleingeistigkeit vor.

## Veröffentlichungen

### Als Autor
- Gespräch und Gestalt: Entspannte Interviews mit Ayaan Hirsi Ali, Maxim Biller, Jörg Baberowski, Klaus Doldinger, Woody Harrelson, Oliver Stone, Elif Shafak u.a. Hrsg. von Hans Ulrich Gumbrecht. NZZ Libro, Basel 2021, ISBN 978-3-85132-507-2.
- Gespräch und Gegenwart. Reden über (und gegen den) Zeitgeist. Hrsg. von Hans Ulrich Gumbrecht. NZZ Libro, Basel 2020, ISBN 978-3-907291-47-4.
- Das schwache Subjekt. Zum Denken von Pier Aldo Rovatti. Turia + Kant, Wien 2008, ISBN 978-3-85132-507-2 (zugleich: Zürich, Univ., Diss., 2007). (In italienischer Übersetzung: Il soggetto debole. Sul pensiero di Pier Aldo Rovatti. Prefazione di Gianni Vattimo. Mimesis Editore, Milano 2010.)

### Als Herausgeber und Übersetzer
- Markus Gabriel: Sätze über Sätze. ABC des wachen Denkens. Kuratiert, redigiert & ediert von René Scheu. Kein & Aber, Zürich-Berlin 2023.
- Hans Ulrich Gumbrecht: Das Ende von allem. Neun Betrachtungen und ein Essay. Herausgegeben von René Scheu. Reclam-Verlag, Stuttgart 2023.
- Hans Ulrich Gumbrecht: Denk-Profile. Sechzehn Intellektuelle des langen 20. Jahrhunderts. Herausgegeben von René Scheu. Turia + Kant, Wien/Berlin 2022.
- René Scheu (zusammen mit Hans Ulrich Gumbrecht): Zukunft des Staates – Staat der Zukunft. Reclam-Verlag, Stuttgart 2021.
- Maurizio Ferraris: Unsere tolle Gegenwart. Notizen und Provokationen. Mit einer Einleitung versehen und herausgegeben von René Scheu (und Federica Romanini). Turia + Kant, Wien 2021.
- Peter Sloterdijk: Falsa coscienza. Forme del cinismo moderno. A cura di René Scheu. Mimesis Editore, Milano 2019.
- Hans Ulrich Gumbrecht: Brüchige Gegenwart. Reflexionen und Reaktionen. Hrsg. von René Scheu. Reclam-Verlag, Stuttgart 2019.
- Hans Ulrich Gumbrecht: Weltgeist im Silicon Valley: Leben und Denken im Zukunftsmodus. Hrsg. von René Scheu. NZZ Libro, Zürich 2018.
- Mark Lilla: Der Glanz der Vergangenheit. Über den Geist der Reaktion. Hrsg. von René Scheu. NZZ Libro, Zürich 2018.
- René Scheu (Hrsg.): Weniger Staat, mehr Fernsehen. Service sans public? – Die neue Debatte um die SRG. NZZ Libro, Zürich 2015.
- Peter Sloterdijk: Crescita o Extraprofitto. A cura di René Scheu. Mimesis Editore, Milano 2013.
- Massimo De Carolis: Das Leben im Zeitalter seiner technischen Reproduzierbarkeit. Herausgegeben von René Scheu. Aus dem Italienischen übersetzt von René Scheu und Federica Romanini. Diaphanes-Verlag, Zürich u. a. 2009 (PDF; 511 kB).
- Antonello Sciacchitano: Unendliche Subversion. Die wissenschaftlichen Ursprünge der Psychoanalyse und die psychoanalytischen Widerstände gegen die Wissenschaft. Hrsg. und aus dem Italienischen übersetzt von René Scheu. Turia + Kant, Wien 2008, ISBN 978-3-85132-508-9.
- Antonello Sciacchitano: Das Unendliche und das Subjekt. Warum man etwas von Psychoanalyse verstehen sollte, wenn man über Psychoanalyse spricht. Hrsg. und aus dem Italienischen übersetzt von René Scheu. Riss-Verlag, Zürich 2004.
- Pier Aldo Rovatti: Der Wahnsinn in wenigen Worten. Hrsg. und aus dem Italienischen übersetzt von René Scheu. Turia + Kant, Wien 2004, ISBN 3-85132-350-5.
- Antonello Sciacchitano: Wissenschaft als Hysterie. Das Subjekt der Wissenschaft von Descartes bis Freud und die Frage nach dem Unendlichen. Hrsg. und aus dem Italienischen übersetzt von René Scheu. Turia + Kant, Wien 2002, ISBN 3-85132-291-6.
- Slavoj Zizek: Il godimento come fattore politico. A cura di Damiano Cantone e René Scheu. Raffaello Cortina Editore, Milano 2001.
- Massimo Recalcati: Der Stein des Antoßes. Lacan und das Jenseits des Lustprinzips. Aus dem Italienischen übersetzt von René Scheu. Turia + Kant, Wien 2000.

### Als Interviewer
- René Scheu interviewt Peter Sloterdijk ("Der Kontinent ohne Eigenschaften"): https://www.youtube.com/watch?v=Zr_u4zp4WX0&t=561s
- René Scheu interviewt Peter Sloterdijk ("Dynamik im Herzen Europas"): https://www.youtube.com/watch?v=zOjWDc3cgyM&t=623s
- René Scheu interviewt Peter Sloterdijk ("Kritik der reinen Plünderung"): https://www.youtube.com/watch?v=qsu4SmMGiVQ&t=319s
- René Scheu interviewt Bruno S. Frey ("Kreativität, Glück und Freiheit"): https://www.youtube.com/watch?v=qFGOg1fAtEs&t=397s
- René Scheu interviewt Alexandra Janssen ("Geld, Wert, Vertrauen: und jetzt?"): https://www.youtube.com/watch?v=JodiLphwu1o&t=1009s
- René Scheu interviewt Rainer Hank ("Journalismus, Aktivismus und Neoliberalismus"): https://www.youtube.com/watch?v=7M8WdQXbdLk&t=10s
- René Scheu interviewt Markus Gabriel ("Vom Arbeiterkind zum Professor"): https://www.youtube.com/watch?v=_RsatoPGTPI&t=171s

### Beiträge in Publikationen
- Das Streben nach dem Paradies ist verheerend, Gedankenaustausch mit Gerhard Schwarz, in: Tito Tettamanti, Oliver Zimmer, René Scheu, Gerhard Schwarz: "Links, zeitgeistig und machtverliebt: Liberale Gedanken zu den Intellektuellen", Denkanstösse der Progress Foundation, Zürich 2023, S. 45–50.
- Statt eines Nachworts: Leben in der Philosophenhöhle. Gespräch mit Peter Sloterdijk. In: Peter Sloterdijk: Der Staat streift seine Samthandschuhe ab. Suhrkamp, Frankfurt 2021, ISBN 978-3-518-76939-3, S. 172–200.
- Is a human brain capable of understanding a human brain? In: John Brockman (Hrsg.) und Daniel Kahneman (Einleitung): The Last Unknowns, William Morrow, New York 2019, S. 263.
- Der Mensch und seine Gene. Gespräch mit Hans-Jörg Rheinberger. In: Hans-Jörg Rheinberger: Experimentalität. Im Gespräch über Labor, Atelier und Archiv, Kulturverlag Kadmos, Berlin 2018, S. 185–200.
- Was Unternehmer gelten (zusammen mit Jobst Wagner). In: Christian Hoffmann (Hrsg.): Befreit die Unternehmer! Der (einzige) Weg zum Wohlstand, Edition Liberales Institut, Zürich 2014, S. 99–108.
- Über Brutalorealismus, Schwachheit und Freiheit. In: Christoph Riedweg (Hrsg.): Nach der Postmoderne. Aktuelle Debatte zu Kunst, Philosophie und Gesellschaft, Schwabe Verlag, Basel 2014, S. 299–308.
- Die Athletik des Sterbens. In: Peter Sloterdijk: Ausgewählte Übertreibungen. Gespräche und Interviews 1993–2012. Suhrkamp, Frankfurt am Main 2013, S. 318–326.
- Das Scheitern ist gescheitert, oder: Weshalb Lacan in Italien kein Glück hatte. In: Georg Christoph Tholen, Gerhard Schmitz, Manfred Riepe (Hrsg.): Übertragung – Übersetzung – Überlieferung: Episteme und Sprache in der Psychoanalyse Lacans. Transcript, Bielefeld 2001, S. 55–71.

### Ausgewählte Beiträge in der NZZ
- Mehr Freiheit oder mehr Zwang - Hand aufs Herz: Wie hältst du’s mit deinem Staat?. In: Neue Zürcher Zeitung, 9. Februar 2021.
- Das archaischste Land des Westens ist zugleich das modernste: Der Oxford-Historiker Oliver Zimmer ergreift Partei für die Eidgenossenschaft. In: Neue Zürcher Zeitung, 26. November 2020.
- Das Silicon Valley ist zum Death Valley für Innovation geworden. In: Neue Zürcher Zeitung, 27. Dezember 2019.
- Liebe Sprachbenutzerinnen und Sprachbenutzer: Wie halten Sie es mit der Sexualisierung der Sprache von oben? In: Neue Zürcher Zeitung, 4. Oktober 2019.
- Warum wirtschaftliche Ungleichheit eine Gesellschaft lebendig hält. In: Neue Zürcher Zeitung, 23. August 2019.
- Der Nobelpreisträger Mario Vargas Llosa erzählt, wie man vom glühenden Marxisten zum coolen Liberalen wird. In: Neue Zürcher Zeitung, 11. Mai 2019.
- Leg deinen Panzer ab – Was uns die Botschaft vom Kreuz heute noch zu sagen hat. In: Neue Zürcher Zeitung, 19. April 2019.
- Slavoj Žižek, der Unbequeme. In: Neue Zürcher Zeitung, 21. März 2019.
- Die Geburt Jesu ist eigentlich ein Skandal. Und Gottes Botschaft ist dicke Post: Du musst neu anfangen! In: Neue Zürcher Zeitung, 24. Dezember 2018.
- Zum 200. Geburtstag: Ein Lob auf Marx. In: Neue Zürcher Zeitung, 4. Mai 2018.
- Schweigt, Ihr Heuchler. In: Neue Zürcher Zeitung, 2. September 2017.
- Von Auschwitz zeugen – bis zuletzt. In: Neue Zürcher Zeitung, 9. Mai 2017.
- Streitkultur ist nötiger denn je. In: Neue Zürcher Zeitung, 26. März 2016.